# Anchistrocheles tenera
Anchistrocheles tenera is een mosselkreeftjessoort uit de familie van de Bythocyprididae. De wetenschappelijke naam van de soort is voor het eerst geldig gepubliceerd in 1975 door Breman.